# پورکو روسو
پورکو روسو (به ژاپنی: 紅の豚) یک انیمیشن کمدی ماجراجویی ژاپنی به نویسندگی و کارگردانی هایائو میازاکی که در سال ۱۹۹۲ منتشر شد. صداپیشگان این فیلم شویچیرو موریاما، توکیکو کاتو، آکمی اوکامورا و آکیو اوتسوکا هستند. توشیو سوزوکی تهیه‌کننده این فیلم است. این انیمیشن توسط استودیو جیبلی برای توکوما شوتن، خطوط هوایی ژاپن و شبکه تلویزیونی نیپون تلویژن ساخته شد و توسط توهو توزیع شد. آهنگساز ژاپنی جو هیسایشی این موسیقی را ساخته‌است.

## داستان
در طول آغاز سال‌های رکود بزرگ، زندگی در دریای مدیترانه و سواحل اطراف آن بسیار دشوار شده بود. غارت و تاخت و تاز دزدان هوایی بسیار زیاد شده، بنابراین به وجود محافظان ماهر نیاز است. یک از بهترین محافظان یک خوک بنام «پورکو روسو» است که زمانی انسان و یک خلبان درجه یک در زمان جنگ جهانی اول بوده‌است او حالا به کسانیکه دچار تنگدستی شده‌اند بدون هیچ گونه چشمداشتی کمک می‌کند…